# Psoriasisartrit
Psoriasisartit är en kronisk inflammatorisk ledsjukdom hos en person med psoriasis och ingår i gruppen spondylartriter. Sjukdomen skiljer sig mycket mellan olika individer. De vanligaste symtomen vid psoriasisartrit är stelhet, rörelse- eller vilosmärta, svullna leder, ömhet över ledkapsel, muskel- och senfästen samt trötthet orsakade av inflammation. Inflammationen kan vara lokaliserad till en eller ett fåtal leder men vanligen är många leder engagerade. Lederna kan angripas och brytas ned av sjukdomen, så kallad leddestruktion, och om sjukdomen förblir obehandlad kan detta leda till funktionsnedsättning och handikapp. 
Psoriasisartrit drabbar mellan 10 och 45 procent av dem med psoriasis i hud. I vissa fall börjar ledbesvären flera år innan man kan se tecken på hudsjukdomen, vilket kan utgöra ett diagnostiskt problem. Det finns inget samband mellan svårighetsgraden av ledbesvär och hur mycket hudpsoriasis man har. Insjuknandet kan ske i alla åldrar men är vanligast mellan 30 och 55 år.

## Sjukdomsförlopp
Den inflammation som orsakar psoriasisartrit startar i anslutning till en led, i muskel- eller senans fäste mot benet. Om inflammationen stannar lokalt kallas det för en senfästesinflammation. Om sjukdomen får fortsätta kan den vandra in i leden och bli en artrit, en ledinflammation. Ofta är det i stora muskelfästen som armbågsleder, över höftkammarna och vid knäna som senfästesinflammationerna startar. När sjukdomen sitter i ryggen startar inflammationen där bindväv fäster mot ben i kotorna.

## Diagnos
Det är viktigt med en tidig diagnos av psoriasisartrit för att bromsa sjukdomsutvecklingen innan ledbrosket angrips och ledens funktion begränsas. Symtomen kan i vissa fall likna ledgångsreumatism, gikt, fibromyalgi och artros. Avgörande för diagnosen är inflammation i ledhinnorna och/eller i muskel- och senfästen tillsammans med hudsymtom och nagelangrepp. Vid diagnosen psoriasisartrit saknar blodprovet reumatoid faktor (Rf) och sänkan är oftast normal vilket skiljer sig från ledgångsreumatism. 

## Behandling
Ju tidigare behandling påbörjas, desto större är chansen att effekten blir god på lång sikt. Sjukgymnastik och egen fysisk träning är viktiga delar i behandlingen.
För de allra flesta är det också nödvändigt med någon form av medicinering. Exempel på detta är inflammationshämmande och smärtstillande läkemedel. Lokala kortisoninjektioner i leden kan minska smärtor och öka rörligheten. Antimalariamedel är ett annat sedan länge beprövat preparat, dock kan detta ibland försämra psoriasis i huden. Vid mer svårbehandlad sjukdom ger ofta cellhämmande läkemedel i låga doser god effekt. Sedan några år tillbaka behandlar man i vissa fall med biologiska läkemedel. Oftast hjälper det med värme.